# العلاقات الباكستانية الغينية
العلاقات الباكستانية الغينية هي العلاقات الثنائية التي تجمع بين باكستان وغينيا.

## مقارنة بين البلدين
هذه مقارنة عامة ومرجعية للدولتين:
| وجه المقارنة                                              | باكستان                     | غينيا       |
| --------------------------------------------------------- | --------------------------- | ----------- |
| المساحة (كم2)                                             | 881.91 ألف                  | 245.86 ألف  |
| عدد السكان (نسمة)                                         | 197.02 مليون                | 12.72 مليون |
| الكثافة السكانية (ن./كم²)                                 | 223.4                       | 51.74       |
| العاصمة                                                   | إسلام آباد                  | كوناكري     |
| اللغة الرسمية                                             | لغة إنجليزية، اللغة الأردية | لغة فرنسية  |
| العملة                                                    | روبية باكستانية             | فرنك غيني   |
| الناتج المحلي الإجمالي (بليون دولار)                      | 304.95 مليار                | 10.50 مليار |
| الناتج المحلي الإجمالي (تعادل القوة الشرائية) بليون دولار | 946.67 مليار                | 15.24 مليار |
| الناتج المحلي الإجمالي الاسمي للفرد دولار أمريكي          | 1.43 ألف                    | 531         |
| الناتج المحلي الإجمالي للفرد دولار أمريكي                 | 4.81 ألف                    | 1.22 ألف    |
| مؤشر التنمية البشرية                                      | 0.538                       | 0.411       |
| رمز المكالمات الدولي                                      | +92                         | +224        |
| رمز الإنترنت                                              | .pk                         | .gn         |
| المنطقة الزمنية                                           | ت ع م+05:00                 | 00          |

## منظمات دولية مشتركة
يشترك البلدان في عضوية مجموعة من المنظمات الدولية، منها:
| علم المنظمة | اسم المنظمة                               | تاريخ انضمام باكستان | تاريخ انضمام غينيا |
| ----------- | ----------------------------------------- | -------------------- | ------------------ |
|             | يونسكو                                    | 14 سبتمبر 1949       | 2 فبراير 1960      |
|             | وكالة ضمان الاستثمار متعدد الأطراف        | 12 أبريل 1988        | 5 أكتوبر 1995      |
|             | الأمم المتحدة                             | 30 سبتمبر 1947       | 12 ديسمبر 1958     |
|             | الفريق المعني برصد الأرض                  | ?                    | ?                  |
|             | الاتحاد البريدي العالمي                   | ?                    | ?                  |
|             | البنك الدولي للإنشاء والتعمير             | 11 يوليو 1950        | 28 سبتمبر 1963     |
|             | منظمة التعاون الإسلامي                    | ?                    | ?                  |
|             | منظمة حظر الأسلحة الكيميائية              | ?                    | ?                  |
|             | مؤسسة التمويل الدولية                     | 20 يوليو 1956        | 22 أكتوبر 1982     |
|             | المركز الدولي لتسوية المنازعات الاستشارية | 15 أكتوبر 1966       | 4 ديسمبر 1968      |
|             | منظمة التجارة العالمية                    | ?                    | 25 أكتوبر 1995     |
|             | منظمة الشرطة الجنائية الدولية             | ?                    | ?                  |

## وصلات خارجية
- موقع وزارة الخارجية الباكستانية